# Marcel Fernandez
Pour les articles homonymes, voir Fernandez.
Marcel Fernandez, né le 12 avril 1929 à Sidi Benyebka, anciennement Kléber en Algérie française, et mort le 21 mars 2024 à Lyon,, est un coureur cycliste français. Professionnel durant les années 1950, il remporte notamment une étape du Tour des Provinces du Sud-Est. Il participe également à trois éditions du Tour de France.

## Palmarès
- Amateur
  - 1947-1951 : 17 victoires
- 1951
  - 8e étape de la Route de France
- 1952
  - Grand Prix de Minaret
  - 3e de la Polymultipliée lyonnaise
- 1953
  - 2e du Circuit du Jura
  - 2e de Lyon-Grenoble-Lyon
  - 3e de la Polymultipliée lyonnaise
  - 3e de Bourg-Genève-Bourg
- 1954
  - 2e de la Polymultipliée lyonnaise
  - 2e de Lyon-Grenoble-Lyon
- 1955
  - 1re étape du Tour des Provinces du Sud-Est
- 1956
  - Polymultipliée lyonnaise
  - 2e de Lyon-Grenoble-Lyon
  - 3e du Tour de Corrèze
- 1958
  - 3e étape du Tour de la Loire
  - 2e du Grand Prix de Cours-la-Ville

## Résultats sur le Tour de France
3 participations
- 1951 : hors délais (7e étape)
- 1952 : 54e
- 1955 : hors délais (2e étape)